# 1,6-二(2,3-环氧丙氧基)萘
1,6-二(2,3-环氧丙氧基)萘（英語：1,6-Bis(2,3-epoxypropoxy)naphthalene，或称为1,6-萘二酚二缩水甘油醚）是一种萘基环氧树脂，工业用途广泛，相关职业过敏接触性皮炎曾有报道。